# من یک مستأجرم
من یک مستاجرم یک مجموعه تلویزیونی طنز ایرانی است. این مجموعه در سال ۱۳۸۳ به کارگردانی پریسا بخت‌آور و نوشته شادمهر راستین با بازی امیر جعفری، کتایون امیرابراهیمی، ریما رامین فر و نگار فروزنده، جواد عزتی و سعید آقاخانی از شبکه سوم سیما در قالب ۲۶ قسمت پخش شد.
این حضور کوتاه اولین کار حرفه ای جواد عزتی در عرصه تصویر بعد از چند سال حضور در تاتر بود و به فاصله اندکی بعد از آن در مجموعه کمربندها را ببندیم به ایفای نقش پرداخت.

## داستان سریال
این داستان یک پیرزن به نام زمانه خانم (با بازی کتایون امیرابراهیمی) است که دارای یک ساختمان پنج واحده درتهران است و از خارج برمی گرددو
در فرودگاه با پسری به نام مسعود آشنا شده و مسعود او را تا خانه‌اش می‌رساند. مباشر زمانه خانم خانه را اجاره داده‌است… مسعود مباشر جدید می‌شود و به دنبال مستأجر برای خانه می‌گردد. اولین مستاجران ناصر و همسرش نیره که ناصر، دوست مسعود و نیره از اقوام مسعود است، به همراه دو زوج دیگر در خانه ساکن می‌شوند. مسعود هم برای اینکه در خانه بماند مجبور به ازدواج می‌شود. خواهر زاده زمانه خانم با نام نیلوفر از خارج می‌آید و مسعود عاشق او می‌شود. نصف خانه مال نیلوفر بوده و مستاجران باید خانه را خالی کنند و در آن زمان پدر ناصر از شهرستان می‌آید و…

## بازیگران
| بازیگر              | نقش        | توضیحات                               |
| ------------------- | ---------- | ------------------------------------- |
| کتایون امیرابراهیمی | زمانه خانم | صاحبخانه مسعود                        |
| امیر جعفری          | مسعود      | دوست ناصر                             |
| سعید آقاخانی        | ناصر       | دوست مسعود                            |
| ریما رامین‌فر        | نیره       | زن ناصر                               |
| نگار فروزنده        | هنگامه     | زن حسام                               |
| سپند امیرسلیمانی    | حسام       | مستأجر زمانه خانم                     |
| بهاره رهنما         | نیلوفر     | خواهرزاده زمانه خانم                  |
| بهاره رهنما         | فرشته      | دختر دشتی                             |
| الهام چرخنده        | نگار       | زن سهراب                              |
| زهرا داوودنژاد      | سوری       | دختر عمه سهراب ، مورد خواستگاری مسعود |
| آرش مجیدی           | نوری       | برادر نیره                            |
| نیما تارخ           | سهراب      | مستأجر زمانه خانم                     |
| محسن قاضی مرادی     | دشتی       | مباشر زمانه خانم                      |
| سروش خلیلی          |            | پدر سهراب                             |
| مجید شهریاری        |            | دزد                                   |
| نورا هاشمی          | منیر       | خواهر ناصر                            |
| جواد عزتی           |            | پیک موتوری                            |
| فرشید نوابی         | فرزین      | نامزد نیلوفر                          |
| رضا بنفشه‌خواه       | آقا عزت    | پدر ناصر                              |

## جستارهای مرتبط
- سیمای جمهوری اسلامی ایران